# Оземля
Оземля (бел. Воземля) — деревня в Октябрьском районе Гомельской области Белоруссии. В составе Октябрьского сельсовета.
На севере граничит с лесом.

## География

### Расположение
В 21 км на север от городского посёлка Октябрьский, 5 км от железнодорожной станции Ратмировичи, 190 км от Гомеля.

## Гидрография
На юге Воложинский канал.

## Транспортная сеть
На автомобильной дороге городской посёлок Глуск — Шкава. Планировка состоит из дугообразной улицы, близкой к меридиональной ориентации, к которой на севере присоединяется короткая, односторонне застроенная улица. Жилые дома деревянные, усадебного типа.

## История
По письменным источникам известна с XIX века как селение в Рудобельской волости Бобруйского уезда Минской губернии. Согласно переписи 1897 года в деревне Слободка (она же Оземля) находились церковь, хлебозапасный магазин.
В 1921 году открыта школа. С 20 августа 1924 года до 16 июля 1954 года центр Оземлянского сельсовета Глусского, с 28 июня 1939 года Октябрьского района Бобруйского (до 26 июля 1930 года) округа, с 20 февраля 1938 года Полесской, с 20 сентября 1944 года Бобруйской, с 8 января 1954 года Гомельской областей. В 1930 году создан колхоз «Правда», работала кузница. Деревенская начальная школа в 1930-е годы преобразована в семилетнюю.
Во время Великой Отечественной войны 18 июля 1941 года бойцы уничтожающего батальона под командованием Т. П. Бумажкова вместе с солдатами 66-го стрелкового корпуса под командованием подполковника Л. В. Курмашова, при поддержке бронепоезда № 52 (на ветке Бобруйск — Рабкор) разгромили штаб немецкой дивизии, освободили деревню, захватили пленных и трофеи, в том числе оперативную карту с планом наступления гитлеровских войск на Гомельско-Черниговском и Оршанском направлениях, которая была передана в штаб 21-й армии. В апреле 1942 года немецкие оккупанты сожгли 114 дворов и убили 61 жителя. 23 жителя погибли на фронте.
26 июня 1944 года минометный батальон 19 механизированной Слонимско-Померанской Краснознаменной бригады вступил в деревню, оккупированную немецкими войсками. Старшина Рожин Анатолий Михайлович, автотехник, под сильным артиллерийско-минометным огнем, первым, на мотоцикле въехал в деревню, и  из ручного пулемета уничтожил до 20 солдатов и офицеров противника, был ранен и эвакуирован в госпиталь после боя. Населенный пункт Оземля в результате этого боя был освобожден.
20 июня 1985 года деревня из Протасовского сельсовета включена в состав Октябрьского сельсовета.
Согласно переписи 1959 года в составе подсобного предприятие райагропромтехники (центр — Шкава). Работали начальная школа, клуб, библиотека, магазин.

## Население

### Численность
- 2004 год — 33 хозяйства, 48 жителей.

### Динамика
- 1897 год — 38 дворов, 249 жителей (согласно переписи).
- 1917 год — 86 дворов, 453 жителя.
- 1940 год — 130 дворов 425 жителей.
- 1959 год — 289 жителей (согласно переписи).
- 2004 год — 33 хозяйства, 48 жителей.